# Lekkoatletyka na Letnich Igrzyskach Olimpijskich 1976 – bieg na 3000 m z przeszkodami mężczyzn
Bieg na 3000 metrów z przeszkodami mężczyzn podczas XXI Letnich Igrzysk Olimpijskich w Montrealu rozegrano 25 (eliminacje) i 28 lipca 1976 (finał) na Stadionie Olimpijskim w Montrealu. Zwycięzcą został reprezentant Szwecji Anders Gärderud, który ustanowił w biegu finałowym rekord świata rezultatem 8:08,02.

## Rekordy

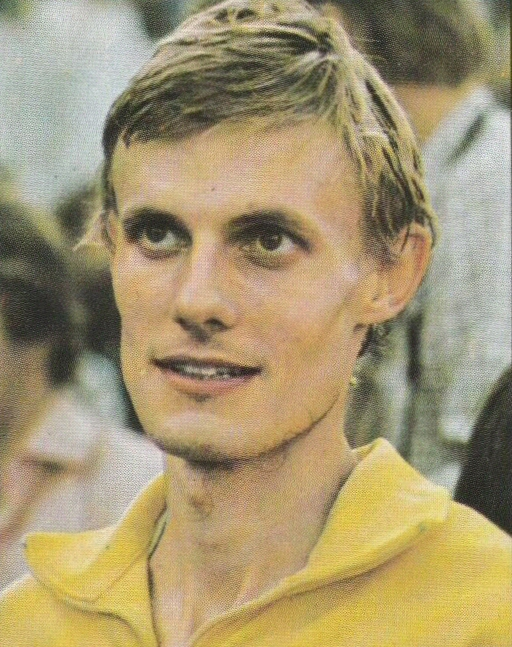
Anders Gärderud

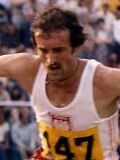
Bronisław Malinowski

|                   | zawodnik        | narodowość | czas    | data                 | miejsce   |
| ----------------- | --------------- | ---------- | ------- | -------------------- | --------- |
| Rekord świata     | Anders Gärderud | Szwecja    | 8:09,8  | 1 lipca 1975(dts)    | Sztokholm |
| Rekord olimpijski | Kipchoge Keino  | Kenia      | 8:23,64 | 4 września 1972(dts) | Monachium |

## Wyniki
| Poz. - pozycja |
| – rekord świata \| – rekord krajowy \| – rekord życiowy \| = – wyrównany rekord życiowy \| · – najlepszy wynik w sezonie \| = – wyrównany najlepszy wynik w sezonie \| – rekord olimpijski |
| Fn – falstart \| DNF – nie ukończył \| DNS – nie wystartował \| DSQ – zdyskwalifikowany |

### Eliminacje
Rozegrano dwa biegi eliminacyjne. Do finału awansowało po sześciu najlepszych zawodników z każdego biegu.

#### Bieg 1
| Poz. | Zawodnik             | Narodowość        | Rezultat | Uwagi |
| ---- | -------------------- | ----------------- | -------- | ----- |
| 1    | Bronisław Malinowski | Polska            | 8:18,56  | Q,    |
| 2    | Frank Baumgartl      | NRD               | 8:21,25  | Q     |
| 3    | Anders Gärderud      | Szwecja           | 8:21,43  | Q     |
| 4    | Antonio Campos       | Hiszpania         | 8:24,53  | Q     |
| 5    | Ismo Toukonen        | Finlandia         | 8:27,96  | Q     |
| 6    | Henry Marsh          | Stany Zjednoczone | 8:31,46  | Q     |
| 7    | Jean-Paul Villain    | Francja           | 8:35,03  |       |
| 8    | John Bicourt         | Wielka Brytania   | 8:35,71  |       |
| 9    | Willi Maier          | RFN               | 8:44,02  |       |
| 10   | Peter Larkins        | Australia         | 8:46,89  |       |
| 11   | Ágúst Ásgeirsson     | Islandia          | 8:53,95  |       |
| –    | Gerd Frähmcke        | RFN               | DNF      |       |
| –    | José João da Silva   | Brazylia          | DNS      |       |

#### Bieg 2
| Poz. | Zawodnik        | Narodowość        | Rezultat | Uwagi |
| ---- | --------------- | ----------------- | -------- | ----- |
| 1    | Dennis Coates   | Wielka Brytania   | 8:18,95  | Q,    |
| 2    | Tapio Kantanen  | Finlandia         | 8:20,82  | Q     |
| 3    | Dan Glans       | Szwecja           | 8:23,73  | Q     |
| 4    | Michael Karst   | RFN               | 8:25,02  | Q     |
| 5    | Euan Robertson  | Nowa Zelandia     | 8:26,31  | Q     |
| 6    | Tony Staynings  | Wielka Brytania   | 8:29,21  | Q     |
| 7    | Paul Thijs      | Belgia            | 8:31,55  |       |
| 8    | Doug Brown      | Stany Zjednoczone | 8:33,25  |       |
| 9    | Takaharu Koyama | Japonia           | 8:37,28  |       |
| 10   | Mike Roche      | Stany Zjednoczone | 8:37,36  |       |
| 11   | Dušan Moravčík  | Czechosłowacja    | 8:41,95  |       |
| 12   | Gheorghe Cefan  | Rumunia           | 8:57,22  |       |

### Finał
| Poz. | Zawodnik             | Narodowość        | Rezultat | Uwagi |
| ---- | -------------------- | ----------------- | -------- | ----- |
| 1    | Anders Gärderud      | Szwecja           | 8:08,02  | [ 1 ] |
| 2    | Bronisław Malinowski | Polska            | 8:09,11  | [ 4 ] |
| 3    | Frank Baumgartl      | NRD               | 8:10,36  | [ 5 ] |
| 4    | Tapio Kantanen       | Finlandia         | 8:12,60  | [ 5 ] |
| 5    | Michael Karst        | RFN               | 8:20,14  |       |
| 6    | Euan Robertson       | Nowa Zelandia     | 8:21,08  | [ 4 ] |
| 7    | Dan Glans            | Szwecja           | 8:21,53  |       |
| 8    | Antonio Campos       | Hiszpania         | 8:22,65  |       |
| 9    | Dennis Coates        | Wielka Brytania   | 8:22,99  |       |
| 10   | Henry Marsh          | Stany Zjednoczone | 8:23,99  |       |
| 11   | Tony Staynings       | Wielka Brytania   | 8:33,66  |       |
| 12   | Ismo Toukonen        | Finlandia         | 8:42,74  |       |